# Aedes holocinctus
Aedes holocinctus är en tvåvingeart som beskrevs av Edwards 1941. Aedes holocinctus ingår i släktet Aedes och familjen stickmyggor. Inga underarter finns listade i Catalogue of Life.